# Sidereus Nuncius
Il Sidereus Nuncius (che si potrebbe tradurre in italiano Annuncio sugli Astri oppure Il Messaggero celeste/stellare) è un trattato di astronomia scritto da Galileo Galilei e pubblicato il 13 marzo 1610.

## Il trattato
Grazie alla sua competenza nel fabbricare lenti, combinata con la perizia dei mastri vetrai di Murano, e grazie a un munifico stipendio accordatogli dal Senato veneziano dopo una magistrale dimostrazione delle potenzialità militari del "cannone occhiale" effettuata dal campanile di San Marco il 21 agosto 1609, Galileo, che allora insegnava all'università di Padova, si dedicò con eccezionale alacrità al perfezionamento del suo "cannocchiale" e poté finalmente puntarlo verso il cielo utilizzandolo altrettanto magistralmente in campo astronomico. Durante le notti serene dell'autunno e dell'inverno successivi, scrutò sbalordito la volta stellata effettuando osservazioni talmente rivoluzionarie da far crollare l'intera impalcatura dell'astronomia e della cosmologia aristotelico-tolemaica.
Prima di tutto individuò delle rugosità (montagne e crateri) sulla superficie della Luna, fino ad allora ritenuta completamente liscia e composta di materia celeste incorruttibile. Poi, con l'osservazione delle luci e delle ombre proiettate dalla Terra sulla Luna, capì il movimento relativo fra i due corpi celesti. Passando quindi all'analisi della Via Lattea, la identificò come un enorme ammasso di stelle e corpi celesti, raggruppati in ammassi. Infine focalizzò la sua attenzione su Giove, di cui scoprì 4 satelliti naturali battezzati prima "pianeti cosmici" e poi "pianeti medicei" e, correlando la natura di tali satelliti a quella della Luna, stabilì che Giove era un pianeta simile alla Terra fra altri pianeti simili.

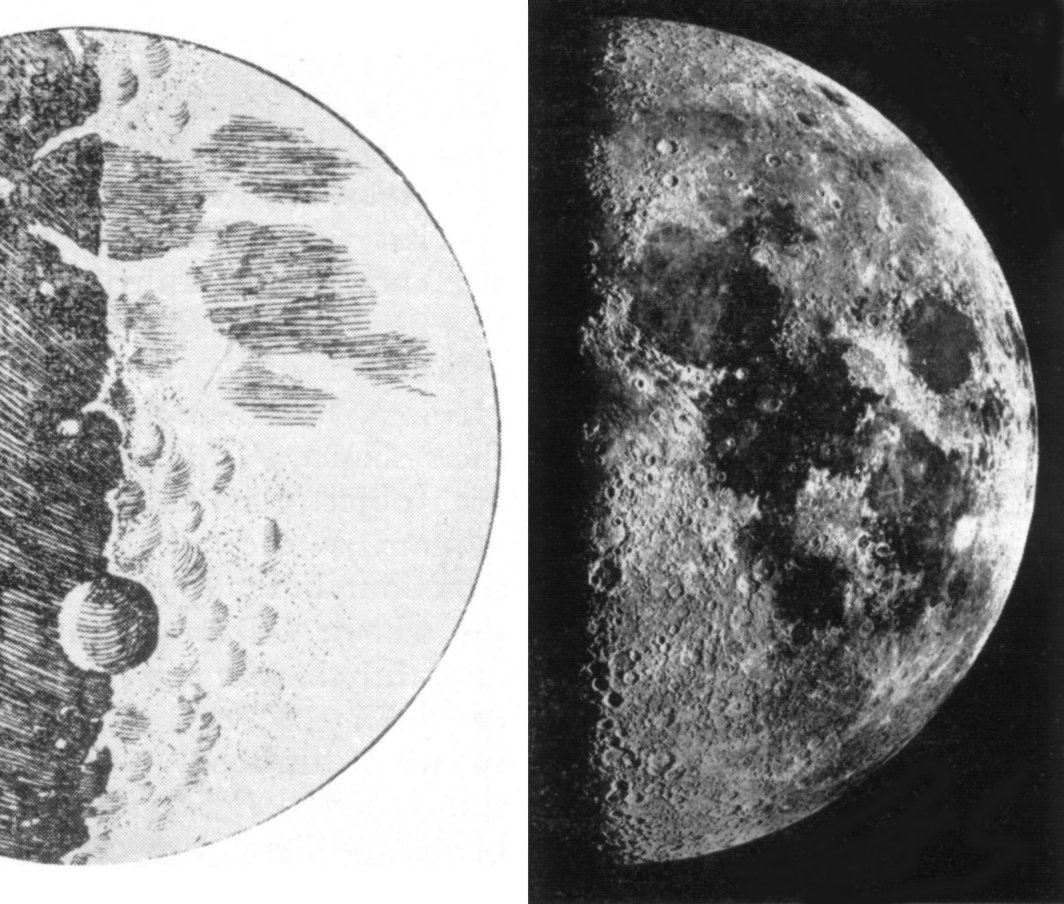
La Luna nella xilografia pubblicata nel Sidereus Nuncius ricavata da un acquerello di Galileo (a sinistra), accostata a una moderna fotografia della stessa fase.

Nel suo latino asciutto e misurato, Galileo annunziò al mondo queste strabilianti scoperte nel Sidereus Nuncius. Il suo trattato ebbe una eco immediata e vastissima divenendo un pilastro della "nuova" scienza. Già all'indomani della sua pubblicazione l'ambasciatore inglese a Venezia, sir Henry Wotton, inviava a re Giacomo I una copia del volume anticipandogliene il contenuto ed evidenziandone la clamorosa importanza: «di queste cose, qui si discute in ogni dove... E l'autore rischia di diventare o eccezionalmente famoso o eccezionalmente ridicolo».
Nonostante qualche inevitabile polemica, Galileo vide riconosciute le sue scoperte da Keplero, divenne famoso in tutto il mondo (perfino in Cina, dove fu conosciuto come jia-li-lue) e, dopo il ritorno in Toscana come matematico e filosofo di corte del granduca Cosimo II de' Medici, fu accolto in pompa magna a Roma, dove entrò a far parte della prestigiosissima Accademia dei Lincei.
Qui tuttavia cominciarono i suoi problemi con gli accademici, laici, dei Lincei e con la Santa Inquisizione, la congregazione pontificia che si occupava delle eresie.
I primi erano invidiosi dei successi di Galileo, erano scettici sull'affidabilità del nuovo strumento di osservazione (il telescopio), ed erano ancorati alla teoria geocentrica, che insegnavano da anni e che era molto più semplice da verificare. Saranno questi, nella persona dello scienziato Cesare Cremonini, a rifiutarsi di guardar dentro al telescopio, mentre i religiosi come il cardinale Roberto Bellarmino (poi Santo e Dottore della Chiesa) presero molto sul serio le innovazioni introdotte dallo scienziato.
Furono proprio gli scienziati dei Lincei a spostare la questione sul piano teologico, asserendo che se la teoria eliocentrica, attribuita a Niccolò Copernico (1473-1543), fosse stata vera, avrebbe contrastato con il brano dell'Antico Testamento in cui si afferma che il Sole fu "fermato" da Dio per un giorno (Gs 10,12-13). Galileo non ebbe la capacità di tenersi fuori da questa diatriba, forte del sostegno sul piano scientifico da parte di insigni religiosi, e dichiarò che allora quel brano della Scrittura doveva ritenersi non ispirato.
A causa di questa commistione del piano teologico con quello scientifico, nel 1616 l'Inquisizione proibì l'insegnamento della teoria eliocentrica come certa e provata. Il nome di Galileo non compariva nella condanna: stimato da molti ecclesiastici, tra cui il futuro papa Urbano VIII, allo scienziato fu comunicato privatamente di non insegnare come certa la teoria copernicana e gli fu ingiunto di rimuovere i passi scritturali dalle nuove edizioni del Sidereus Nuncius, che però durante la sua vita dopo le due edizioni del 1610 non fu più ripubblicato (vedi infra).

## La censura
"Noi Roberto cardinale Bellarmino, havendo inteso che il Signor Galileo Galilei sia calunniato o imputato di aver abjurato in mano nostra, et anco di essere stato per ciò penitentiato di penitentie salutari, et essendo ricercati della verità, diciamo che il suddetto Sig.or Galileo non ha abjurato in mano nostra né d'altra sorte, ma solo gli è stata denuntiata la dichiarazione fatta da N.ro Sig.re et pubblicata nella Sacra Congregazione dell'Indice, nella quale si contiene che la dottrina di Copernico, che la Terra si muove intorno al Sole et che il Sole sia nel centro del mondo senza muoversi da oriente ad occidente, sia contraria alle Sacre Scritture e però non si possa defendere né tenere. E in fede di ciò abbiamo scritta et sottoscritta la presente di nostra mano questo dì 26 maggio 1616".
Nonostante il sostegno alla teoria copernicana da parte di molti ecclesiastici, ed in particolare di molti gesuiti(Compagnia di Gesù), questa venne dichiarata incompatibile con la fede cattolica. Il Sidereus Nuncius venne messo all'indice. Si noti che nel 1612 lo stesso Sant'Uffizio aveva dato il non luogo a procedere alle accuse di eresia della teoria copernicana rivolte da un domenicano, Niccolò Lorini.
Per interpretare questo apparente paradosso, è necessario calarsi nel clima culturale del tempo. Galileo, citando brani della Scrittura e confrontandoli con i risultati delle osservazioni scientifiche, sosteneva che la Scrittura avrebbe dovuto essere considerata sbagliata qualora fosse risultata in contrasto con quanto provato dalla scienza. Questa ipotesi strideva fortemente con le competenze del Magistero della Chiesa, il cui compito di interpretare le Scritture veniva difeso dal Sant'Uffizio. Tutto ciò avveniva in un clima culturale fortemente esposto all'"eresia protestante", secondo la quale la Scrittura sarebbe addirittura l'unica fonte per la fede e dunque il ruolo del Magistero sarebbe nullo.
Certo la condanna, di tipo teologico, non aveva nulla a che fare con la teoria copernicana in sé: secondo il punto di vista moderno, ribadito anche dalla Chiesa, fu un errore di metodo condannare la teoria scientifica per difendere quella teologica.
Nel 1633 Galileo subì un secondo processo, in seguito alla pubblicazione del Dialogo sopra i due massimi sistemi del mondo. In questo processo ricevette la seguente condanna: l'abiura della teoria copernicana come teoria certa, la recita dei salmi penitenziali una volta a settimana per tre anni e l'esilio a Siena (poi commutato). Nessuna tortura e nessuna incarcerazione gli furono inflitte, nessun "E pur si muove!" fu pronunciato da Galileo in quell'occasione.
Per alcuni intellettuali, come ad esempio Bertolt Brecht, l'abiura di Galileo fu segno di viltà per non aver intrapreso una ribellione contro il potere politico detenuto dalla Chiesa nello Stato Pontificio. Per altri questa pena, seppure ingiustificabile, è da considerarsi poco più che simbolica.
La censura alle opere di Galileo venne rimossa con la deliberazione dalla Congregazione dell'Indice del 16 aprile 1757, anno in cui la Chiesa riconobbe come vera la dottrina di Copernico.
Va anche detto che dal punto di vista strettamente scientifico, la teoria copernicana non veniva provata né dai risultati contenuti nel Sidereus, né in quelli riportati nel Dialogo (ove peraltro la prova delle maree era sbagliata, come aveva rilevato lo stesso Keplero). Certo il sistema tolemaico (tutto ruota attorno alla Terra) risultava non adeguato ed obsoleto, tuttavia non esistevano né prove sperimentali collegabili direttamente alla teoria copernicana né prove sperimentali collegabili direttamente alla teoria tolemaica. Per molti anni diversi scienziati (come Bacone, Laplace, Poincaré) non la considerarono attendibile. L'evidenza scientifica del moto della Terra attorno al Sole dovrà aspettare diversi anni di sviluppo sia tecnologico sia matematico.
Resta però indiscutibile l'elementare fatto che Galileo aveva ragione.

## Edizioni e traduzioni

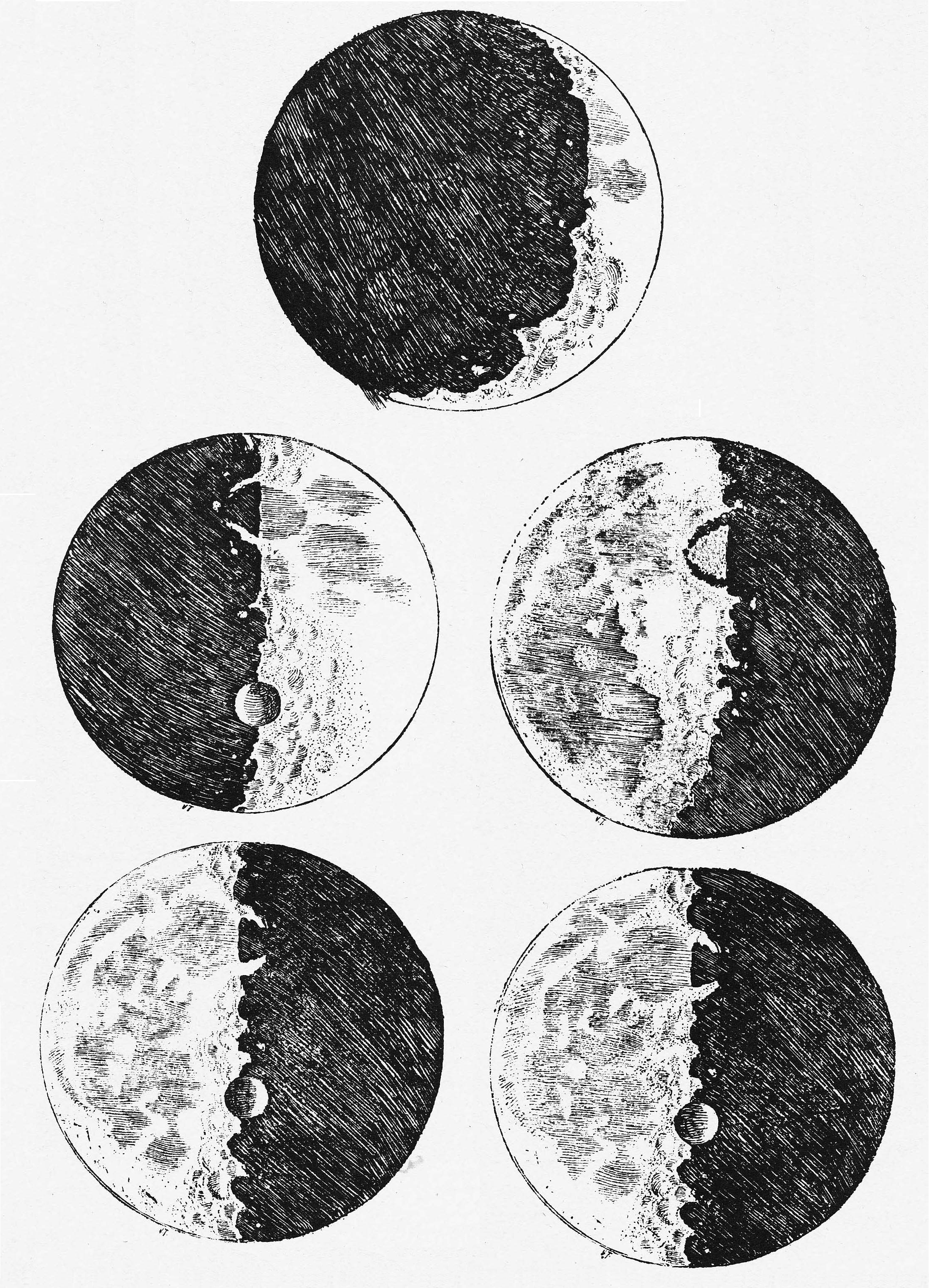
Le xilografie della Luna realizzate per il Sidereus Nuncius, tratte dagli acquerelli di Galileo.

I 550 esemplari della prima edizione del Sidereus Nuncius (Venezia, Baglioni, 1610) andarono esauriti in poco più di una settimana. Nello stesso anno ne uscì una seconda edizione a Francoforte, presso Zacharias Palthenius, probabilmente illegale, con xilografie (anziché le incisioni originali) poco accurate e con errori di orientamento e di definizione. Solo dopo la morte di Galileo apparve la terza edizione (Londra, typis Jacobi Flesher, 1653), seguita da quella all'interno delle sue Opere curate da Carlo Manolessi (Bologna, per gli eredi del Dozza, 1655-56, in 2 volumi). Sul finire del secolo va infine ricordata la traduzione francese, la prima in lingua moderna, curata da Nicolas de Blegny: Le Messager céleste (Parigi, à l'Académie des nouvelles découvertes de médecine, C. Blageart et L. D'Houry, 1681).
L'interesse dei lettori e degli editori (come del resto quello dello stesso Galileo nell'ultimo decennio di vita) si era ormai spostato dal saggio singolo al "corpus" delle opere galileiane. Videro così la luce nuove edizioni delle Opere di Galileo: quella fiorentina in 3 volumi del 1718, curata da Tommaso Buonaventuri e Guido Grandi, e quella padovana in 4 volumi del 1744, curata dall'astronomo Giuseppe Toaldo e in cui compare il famigerato Dialogo sopra i due massimi sistemi del mondo, per la prima volta dopo la condanna da parte della Chiesa cattolica di oltre cent'anni prima. Erano comunque tutte edizioni incomplete e bisognerà attendere il XIX secolo per una pubblicazione in qualche modo esaustiva, seppur ancora viziata da errori e omissioni (quella curata da Eugenio Albèri, del 1842-1856), e addirittura il XX per la cosiddetta "edizione nazionale" voluta da Antonio Favaro (in 20 volumi, 1890-1909).
In ogni caso, il testo del Sidereus Nuncius era in latino e, con le edizioni in italiano e nelle altre lingue nazionali, cominciò a porsi il problema di come tradurre un titolo che offriva svariate possibilità di interpretazione. Secondo il filosofo Giulio Giorello: «Alla lettera, il titolo del testo galileiano vuol dire "messaggio proveniente dalle stelle"; ma presto venne interpretato come "messaggero celeste".»
 Il riferimento alla traduzione francese è evidente, ma in effetti l'interpretazione Messaggio/Messaggero celeste è probabilmente la più diffusa (ribadita per altro anche da Isabelle Pantin nella moderna edizione delle Belles lettres). Vanno comunque segnalati anche i molto rigorosi Avviso Sidereo, adottato da Tiziana Bascelli (con William Shea) per la sua recente edizione veneziana, e Avviso astronomico, scelto invece da Luisa Lanzillotta per l'edizione Ricciardi del 1952.